# Michael Convertino
Michael Convertino (ur. 1953) – amerykański kompozytor muzyki filmowej, absolwent Konserwatorium Paryskiego i Uniwersytetu Yale.
Napisał muzykę do ponad trzydziestu filmów, w tym m.in. do takich jak: Dzieci gorszego boga (1986), Koniec niewinności (1990) oraz Rzeczy, które robisz w Denver będąc martwym (1995). Ścieżka dźwiękowa do pierwszego z obrazów przysporzyła mu nominację do nagrody amerykańskiego przemysłu fonograficznego Grammy.
Dwukrotny laureat BMI Film Music Award za muzykę do filmów Byki z Durham (1988) i Śnięty Mikołaj (1994).
We wczesnych latach 80. pod nazwiskiem Michael Hurt śpiewał w zespole The Innocents. Członkiem tejże grupy był także Thomas Newman, również kompozytor muzyki filmowej.
Michael Convertino od lat starannie chroni swoją prywatność. Tylko nieliczne fakty biograficzne na temat kompozytora zostały podane do publicznej wiadomości. Nie udziela wywiadów, brak jest także jego fotografii.